# 7A busz (Miskolc)
A miskolci 7A jelzésű autóbusz Miskolc belvárosa és a Fonoda üzem között közlekedett.
Munkanapokon és szombaton sűrűn járt kivéve vasárnap és ünnepnapokon.
Érintette az ÉÁÉV Sajó-Köz-i telephelyet is.
| 7A (Búza tér – Fonoda) | 7A (Búza tér – Fonoda) | 7A (Búza tér – Fonoda) | 7A (Búza tér – Fonoda) |
| Perc (↓)               | Megállóhely            | Perc (↑)               | Átszállási kapcsolatok |
| 0                      | Búza tér               | 9                      |                        |
| 2                      | Bajcsy-Zsilinszky utca | 7                      |                        |
| 4                      | Selyemrét              | 5                      |                        |
| 5                      | József Attila utca     | 4                      |                        |
| 6                      | Szondi György utca     | 2                      |                        |
| 8                      | Fonoda                 | 0                      |                        |
| ---------------------- | ---------------------- | ---------------------- | ---------------------- |